# 인버네스 캘리도니언 시슬 FC
인버네스 캘리도니언 시슬 FC(Inverness Caledonian Thistle Football Club)는 스코틀랜드 인버네스의 축구 클럽으로, 줄여서 캘리 시슬(Caley Thistle), 캘리 재그스(Caley Jags) 또는 ICT라고 부르기도 한다.
이 팀은 2016-17 스코틀랜드 프리미어십에서 12위를 차지, 스코티시 챔피언십로 강등되었다.

## 주요 경력
- 스코틀랜드 풋볼 리그 1부: 우승 2회 (2003–04, 2009–10)
- 스코틀랜드 풋볼 리그 3부: 우승 1회 (1996–97)
- 스코틀랜드 챌린지컵: 우승 1회 (2003–04)

## 선수 명단

### 현역
- 루이스 롱스태프(2023 ~ )
- 제임스 캐러거(2024 ~ )
- 찰리 길모어(2023 ~ )
- 빌리 맥케이(2011 ~ 2015, 2017, 2021 ~ )

## 역대 감독
| 감독                     | 임기        |
| ------------------------ | ----------- |
| 세르히 파블로비치 발타차 | 1994 ~ 1995 |
| 테리 버처                | 2009 ~ 2013 |